# Ангеларий Охридски
Вижте пояснителната страница за други личности с името Ангеларий.
Ангеларий Охридски (на гръцки: Αγγελάριος Αχρίδας) е средновековен книжовник, почитан като светец от Българската православна църква, един от светите седмочисленици.
Той е сред учениците на архиепископ Методий, съумели да намерят убежище в България след разгрома на кирило-методиевото дело във Велика Моравия. Затова е почитан сред светите Седмочисленици, култът към които с голяма вероятност е поставен през първата половина на XIII век от охридския архиепископ Димитър Хоматиан.
Писмените сведения за живота на този православен светец са дотолкова оскъдни и лишени от по-конкретни факти, че някои автори се съмняват в това дали Ангеларий е реална историческа личност. В Белград (дн. Берат) в старата българска област Кутмичевица се пазят мощите на българските просветители учениците на Кирил и Методий – Свети Горазд и Свети Ангеларий.
През 868 г. в Рим той и Сава са ръкоположени за дякони от епископите Формоза и Гаудерик, докато Горазд, Климент и Наум са ръкоположени за свещеници от същите епископи. През 885 г. папа Стефан V издава папска була, за да забрани използването на славянска литургия, а през 886 г. князът на Великоморавия Святопол I прогонва учениците на двамата братя. Пътят на Сава и останалите четири от тях до Първото българско царство остава неясен. Те се заселват в България, където са посрещнати от княз Борис I и им е възложено да създадат духовни училища.
Не е известно кога Ангеларий е причислен към кръга от български светци. Интересното е, че не са открити никакви податки за религиозна почит към него преди да бъде развит култът към св. Седмочисленици. Ангеларий не е почетен със самостоятелно житие, нито са познати похвално слово или друг тип творба, писани в негова чест през Средновековието. Името му не се среща в нито едно старобългарско съчинение от периода IX-Х вв., а и датата на неговата смърт не влиза в българския църковен календар. Тези факти са доста учудващи предвид огромната популярност, с която неговата личност би трябвало да се ползва през Първата българска държава. Ангеларий умира в Плиска в 886 г. малко, след като Методиевите ученици пристигат при княз Борис и ситуацията предполага той да бъде превърнат от тях в един от първите собствено български светци. Нещо повече: култът към него би трябвало да е доста разпространен – ако не в цяла България, то поне в района около столичния град, тъй като са налице неговите мощи. В същото време старобългарските църковни дейци Климент Охридски, Наум Охридски, Константин Преславски, Йоан Екзарх и др. полагат неимоверни усилия да наложат в България религиозното преклонение към славянските първоапостоли Константин-Кирил Философ и архиепископ Методий. Като се има предвид, че през разглежданата епоха култът към даден светец е неразривно свързан с неговите мощи, а тези на Константин-Кирил и Методий са извън пределите на страната, техният наистина успешен опит да превърнат двамата братя в основни символи на Българската църква буди огромно възхищение, но пълното „нехайство“ към светеца Ангеларий изглежда още по-странно.
Първият средновековен автор, който изобщо споменава Ангеларий, е Теофилакт Охридски през втората половина на XI век в своята най-популярна днес творба – Пространното житие на Климент Охридски. Ето какво пише архиепископът:
„...те (Константин-Кирил Философ и Методий) открили славянската азбука, превели боговдъхновителните Писания от елински език на български и се постарали да предадат божествените знания на по-способните си ученици. Сред тях избраните и „корифеите на хора“ били Горазд, Климент, Наум, Ангеларий и Сава... (След като били прогонени от Велика Моравия) Климент заедно с Наум и Ангеларий, като поели по пътя... стигнали до Белград, най-прочут от дунавските градове, те се явили при боритаркана, който тогава го пазел, и понеже той искал да узнае, му разказали всичко за себе си. Като научил това, той разбрал, че тези хора са велики и близки до Бога и решил, че трябва да изпрати чужденците при владетеля на България Борис, чийто подстратег бил, понеже знаел, че отдавна жадува за такива хора... Като пристигнали при Борис и били посрещнати с почит и както подобава на уважавани във всяко отношение и достопочтени хора, помолили ги да разкажат за себе си. Те описали всичко от начало докрай, като не пропуснали нищо. Като чул това, владетелят горещо благодарил на бога, че изпратил такива свои служители за благодетели на България и че го дарил с такива учители и строители на вярата – не случайни хора, а изповедници и мъченици. Като им дал одежди, подходящи за свещеници, и ги приел с всевъзможни почести, той наредил да им се дадат жилища, определени за първите му приятели. Той задоволил техните нужди с голяма разточителност... Него пък самия го обхванало силно желание всекидневно да беседва с тях и да научава от тях стари истории и жития на светци и да чете чрез техните уста Писанията... Затова един българин, на име Есхач, по чин сампсис, като дошъл при княза, помолил да приеме в дома си преподобния Наум и пресветия Климент. А той, понеже просителят му бил драг, с готовност се съгласил... От пребиваването на Ангеларий се осветил и домът на Чеслав, който помолил да приеме този учител и князът му оказал тази милост. Но Чеслав не можал дълго време да се наслаждава на неговото присъствие между живите, понеже Ангеларий живял при него известно време и не без радост издъхнал в ръцете на светите ангели.“
На това място разказът за Ангеларий свършва и Теофилакт Охридски пропуска да опише дори неговото погребение. Не е трудно да се забележи, че той съобщава за ученика на Методий без задължителните за един житиен текст възторжени описания, хиперболи, славословия и агиографски похвати, които включват истории с чудеса, извършени от мощите на светеца. Ангеларий просто е една маргинална личност, спътник на истински интересуващия Теофилакт духовник – свети Климент.
Както е известно, Теофилакт Охридски съставя своето произведение за св. Климент на гръцки език. На практика Пространното житие на Климент Охридски е представител на византийската литература. Във времето на Втората българска държава житието не е преведено на български език и поради това остава изолирано и напълно непознато. Вероятно това е причината известно време, след като Теофилакт завършва творбата си, Ангеларий все още да не е популярен сред българското общество. Така например през 1211 г. името му е пропуснато при изготвянето на един официален документ на Българската църква – Синодика на цар Борил. Включеното в този паметник славословие за учениците на Методий гласи: „На Климент, неговия (на Методий) ученик, епископ на велика Морава и на учениците му Сава, Горазд и Наум, защото те много се потрудиха за славянските книги – вечна им слава.“ Отсъствието на Ангеларий се приема от учените за механична грешка на авторите. Това едва ли е вярно, след като друг български книжовен паметник от същата епоха – т. нар. Второ житие на Наум Охридски (първ. пол. на XIII век) – също съдържа информация за Методиевите ученици, но отново не споменава Ангеларий. В това житие четем: „Той (папа Адриан II) ръкоположи и Климент и Наум с останалите свещеници и дякони... Наум и Климент дойдоха в илирийските и лихнидските земи...“. Това произведение повтаря разказа за прекосяването на река Дунав, но, както личи, в предлаганата от неговия автор версия действащи лица са само Климент и Наум, а Ангеларий не съществува.
Между 1216 и 1234 гг. Охридската архиепископия се оглавява от Димитър Хоматиан, който също като своя предшественик Теофилакт е дълбок почитател на Климент и неговото духовно дело. Йерархът на Охрид написва на свой ред житийна творба за най-значимия светец на своя град, която в много отношения е повлияна от произведението на Теофилакт. В неговото Кратко житие на Климент Охридски името на Ангеларий естествено се появява: „Пръв (Климент) заедно с божествения Наум, Ангеларий и Горазд усърдно изучил Свещеното писание...“. Не може да бъде пренебрегната онази подробност, че Димитър Хоматиан е автор и на една Служба за Климент Охридски, която съпровожда Краткото житие. В него той вмъква следния стих: „Ти си тръгнал от Рим, Клименте блажени, заедно с божествените мъже и твои съратници Методий, Горазд, Наум и Сава...“. Липсва задоволителен отговор на въпроса по каква причина Димитър Хоматиан оставя Ангеларий настрани от останалите светци. Краткото житие на Климент от Димитър Хоматиан много скоро бива преведено на български език и се разпространява из цялата страна. Много е вероятно едва тогава българските книжовници и църковни дейци да научават за Ангеларий. Факт е, че малко по-късно – през вт. пол. или края на XIII век – на бял свят се появява първото българско произведение, използвано днес като извор за Методиевия последовател Ангеларий. Става дума за Краткото житие на Кирил, известно като „Успение Кирилово“. В него, както може да се очаква, не откриваме никакви нови данни за Ангеларий, а само една кратко споменаване на Методиевите следовници, сред които е включен и той. С това списъкът на средновековните творби, от които можем да почерпим някакви данни за светеца, е изчерпан.
Изключителната непопулярност на Ангеларий в сравнение с вековната почит към Климент и Наум Охридски може да се корени в преждевременната му смърт в Плиска, при която не остават следи от неговото духовно и просветно дело. Но известно основание има и предположението, че той е плод на творческата изобретателност на Теофилакт Охридски и поради това му е отредено едно почти анонимно битуване в българските литература и църковен живот между IX и XIV в.
Според Теофилакт Охридски след смъртта на архиепископ Методий източнофранкското духовенство в Моравия залавя неговите последователи и провежда публични дебати за т. нар. filioque, т.е. дали творческото начало е единствено у Отца или и у Сина. Дебатите имат за цел единствено да бламират учениците на Методий, след което те са хвърлени в тъмница и се подлагат на мъчения. Тук се намесва Господ и спомага за освобождаването на Климент, Наум и Ангеларий. Те са пуснати голи и боси на моравската югоизточна граница, след което преминават р. Дунав и се отправят към най-близкото българско селище Белград. Интересно е да се отбележи, че тази история се появява за пръв път у охридския архиепископ. Когато става въпрос за установяването на Методиевите ученици в България, произведенията от Първата българска държава, изглежда, предлагат съвсем друга версия. Т. нар. Най-старо житие на Наум Охридски от началото на Х век. свидетелства за това, че източнофранкският клир продава всички ученици на починалия архиепископ Методий в робство. Те са заведени във Венеция, за да бъдат препродадени и там са разпознати и закупени от един византийски сановник, който ги изпраща при император Василий I. Василевсът им връща свободата и ги поставя на служба към Константинополската патриаршия, но една част от тях решават да заминат за България. Василий I им предоставя тази възможност.
В житието, което се приема като изключително ценен и достоверен източник за живота на Наум и Климент, няма и една дума за това, че двамата светци достигат Плиска по друг път. За неговия неизвестен нам автор Ангеларий изобщо не съществува, но той съобщава за други следовници на славянския апостол Методий, които пристигат в държавата на княз Борис. С това той предава един доказан исторически факт, тъй като един такъв ученик, неупоменат в никое от цитираните тук жития, е известен на науката – това е епископ Константин (Преславски). Исторически вярно изглежда и сведението, че учениците на Методий пристигат първо във византийската столица и по-късно преминават българо-византийската граница като служители на Патриаршията. През 80-те години на IX век основаната Българска архиепископия все още се намира в незавидното положение на подчинена спрямо константинополския патриарх и тази зависимост се изразява в редовното инфилтриране на византийски свещенослужители в България. По този начин в българския диоцез са изпращани архиепископът и епископите на България, свещеници и монаси. Най-силният аргумент срещу Теофилактовия вариант на събитията е собственото му съобщение за окаяния вид, в който Климент и съратниците му достигат Белград и фактът, че според него други последователи на Методиевото учение не успяват да достигнат Плиска. Как тогава в България попадат най-старият превод на Евангелието, писан на глаголица, житията на Константин-Кирил и Методий, Константиновите произведения „Написание за правата вяра“ и „Слово за откриване мощите на св. Климент“? Повече от ясно е, че учениците на Методий донасят тези трудове със себе си.
И така как славянските учители, променили завинаги облика на Българската църква, се озовават в столицата Плиска? Въпросът е основателен, тъй като, ако се гласува доверие на Теофилактовата версия, трябва също така да се приеме, че и неговата информация за Ангеларий е достоверна. Сред изследователите се е наложила практиката двата предадени тук разказа да бъдат събирани в един и така да се изтъква, че повечето свещеници, обучени от Методий, пристигат в България, минавайки през Константинопол. Съвсем самостоятелно от тях тримата му най-изявени ученици напускат Велика Моравия през Дунава и достигат двора на княз Борис по-рано. Тази хипотеза не може да бъде потвърдена от който и да е наративен източник, тъй като никъде двете пътувания не са предадени като паралелно случили се събития. По всичко личи, че разказът на Теофилакт измества онзи от IX-Х век и просто променя историята.
Разискваният тук исторически въпрос трябва да се приеме за все още неразрешен. Дори Ангеларий да е просто изобретен от Теофилакт Охридски и българската история в действителност да е лишена от един свой виден представител, в съзнанието и вярата на българите той е бил жив и е свещенодействал, макар и за кратко, из българските земи. Заедно с останалите Седмочисленици Ангеларий е символ на непобедимата сила на духа и на изконната жажда за знания и просвета.

## Хипотеза за мощите на Ангеларий
Божидар Димитров споделя в „Памет българска“, че при едно пътуване в Албания открил че мощите на св. Ангеларий и св. Горазд се съхраняват в Берат (някогашен Белград), Албания в църквата „Успение Богородично“.

## Памет
На свети Ангеларий е наречена улица в квартал „Драгалевци“ в София (Карта).